# Triguères
 Triguères  es una población y comuna francesa, situada en la región de Centro, departamento de Loiret, en el distrito de Montargis y cantón de Château-Renard.

## Demografía
| 1261 | 1219 | 1145 | 1086 | 1122 | 1152 |
| Para los censos de 1962 a 1999 la población legal corresponde a la población sin duplicidades (Fuente: INSEE [Consultar]) |      |      |      |      |      |